# Punctozotroctes guianensis
Punctozotroctes guianensis là một loài bọ cánh cứng trong họ Cerambycidae.